# Amerikansk tjockfot
Amerikansk tjockfot (Hesperoburhinus bistriatus) är en fågel i familjen tjockfotar inom ordningen vadarfåglar. Den förekommer som namnet avslöjar i Amerika, från södra Mexiko till nordligaste Brasilien samt även isolerat på Hispaniola. Beståndet anses vara livskraftigt.

## Utseende och läte
Amerikansk tjockfot är en medelstor vadare med en kraftig gul och svart näbb, stora gula ögon som ger den ett reptilartat utseende och en kryptiskt färgad fjäderdräkt. Den adulta fågeln har en kroppslängd på 46-50 centimeter. Den gråbruna ovansidan är fint streckad. Hals och bröst är blekare brun övergående till en vit buk. På huvudet syns ett tydligt vitt ögonbrynsstreck kantat ovan av ett svart streck. I flykten syns en vit fläck på den mörka ovansidan av vingen, medan den vita undersida har en svart bakkant.  Ungfågeln liknar den adulta fågeln men har något mörkare brun ovansida och en vitaktig nacke. Lätet som hörs nattetid är ett högljutt kii-kii-kii.

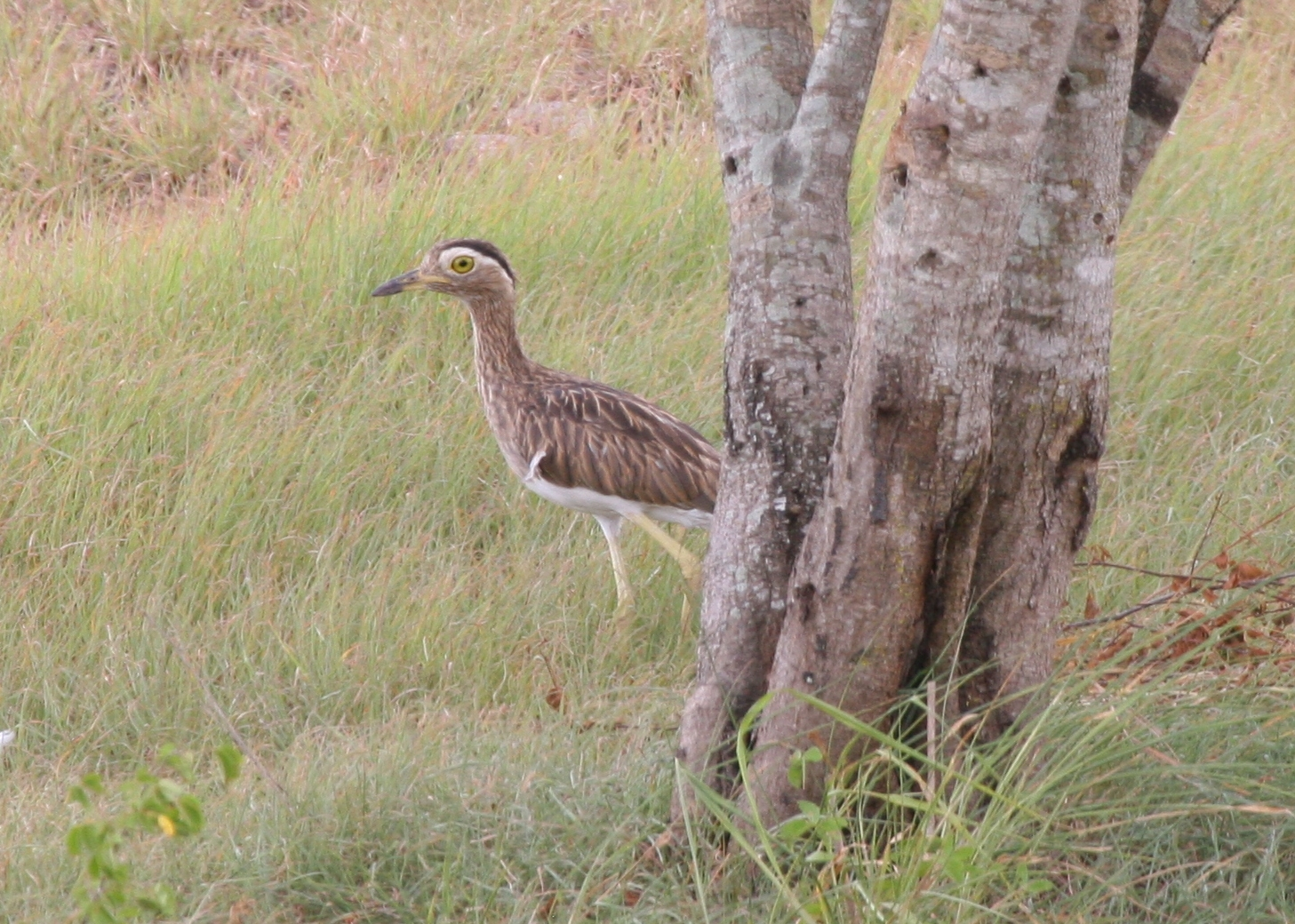

## Utbredning och systematik
Amerikansk tjockfot delas in i fyra underarter med följande utbredning:
- Hesperoburhinus bistriatus bistriatus – torra områden från södra Mexiko till nordvästra Costa Rica
- Hesperoburhinus bistriatus dominicensis – Hispaniola
- Hesperoburhinus bistriatus pediacus – savann och betesmarker i norra Colombia
- Hesperoburhinus bistriatus vocifer – Venezuela till Guyana och nordligaste Brasilien

Den har påträffats tillfälligt i södra USA, med första fyndet i Texas 1961.

### Släktestillhörighet
Amerikansk tjockfot och dess systerart perutjockfoten placeras traditionellt i släktet Burhinus. Genetiska studier från 2022 visar dock att de är mycket avlägset släkt. De har därför lyfts ur och placerats i det egna för ändamålet nybeskrivna släktet Hesperoburhinus.

## Levnadssätt
Amerikansk tjockfot förekommer i arida gräsmarker, savann och annan liknande torr och öppen miljö. Den är huvudsakligen aktiv från skymning till gryning och lever av stora insekter och andra smådjur.

### Häckning
Boet är en uppskrapad grop i marken där tjockfoten lägger två olivbruna ägg som ruvas i 25-27 dagar av båda föräldrar. Liksom andra vadare lämnar ungarna boet snart efter kläckning.

## Status och hot
Arten har ett stort utbredningsområde och en stor population med stabil utveckling. Utifrån dessa kriterier kategoriserar IUCN arten som livskraftig (LC). Världspopulationen uppskattas till mellan en halv miljon och fem miljoner individer.

## Namn
Amerikanska tjockfotens vetenskapliga artnamn bistriatus betyder "tvåstreckad".